# 御驾宫乡
御驾宫乡是中国陕西省咸阳市永寿县下辖的一个乡。

## 行政区划
御驾宫乡下辖以下行政区：
九龙咀村、庄头村、寨子村、固室村、师家埝村、营里村、滚村、许家村、西庄村、张家塬村、白社村、南屋村、御东村、御中村、御西村